# Topliga 2017
La Topliga 2017 è la 12ª edizione del campionato di football americano di primo livello, organizzato dalla PZFA.

## Squadre partecipanti
| Club                 | Città     | Stadio                     | Sponsor ufficiale | Risultato nella stagione 2016                      |
| -------------------- | --------- | -------------------------- | ----------------- | -------------------------------------------------- |
| Husaria Szczecin     | Stettino  | MOSRiR                     |                   | Quinto posto nella stagione regolare della Topliga |
| Lowlanders Białystok | Białystok |                            |                   | Semifinalisti Topliga                              |
| Panthers Wrocław     | Breslavia |                            |                   | Vincitori XI Superfinał                            |
| Seahawks Gdynia      | Gdynia    | Stadio Nazionale del Rugby |                   | Finalisti Topliga                                  |
| Tychy Falcons        | Tychy     |                            |                   | Vincitori PLFA I                                   |
| Warsaw Eagles        | Varsavia  |                            |                   | Semifinalisti Topliga                              |
| Wrocław Outlaws      | Breslavia |                            |                   | Finalisti PLFA I; vincitori dello spareggio        |

## Stagione regolare

### Calendario

#### Prima fase

##### 1ª giornata
| Arbitro: | Ratajczak |

|                                                        |           | |
| Mazan Q4 (TD) 12yd pass from McKean Portalski Q4 (pat) | Marcatori | Matkowski Q1 (TD) 15yd pass from Morovick Nelip Q1 (pat) Zięba Q1 (TD) 63yd pass from Morovick Nelip Q1 (pat) Starczewski Q2 (TD) 6yd run Nelip Q2 (pat) Morovick Q2 (TD) 2yd run Nelip Q2 (pat) Skakowski Q3 (TD) 13yd run Nelip Q3 (pat) |

| Arbitro: | Walentynowicz |

| |           | |
| Dominik Q3 (TD) 60yd kickoff return Dominik Q4 (TD) 5yd run Richter Q4 (tpc) Dominik Q4 (TD) 75yd punt return | Marcatori | Filipiak Q2 (TD) 6yd pass from Żak Łojewski Q2 (pat) Tarnawski Q2 (TD) fumble ricoperto in endzone Łojewski Q2 (pat) Paszkiewicz Q2 (saf) sack in endzone Żak Q2 (TD) 1yd run Łojewski Q2 (pat) Graham Q3 (TD) 25yd run Graham Q3 (TD) 20yd run Łojewski Q3 (pat) Graham Q4 (TD) 2yd run |

##### 2ª giornata
| Stettino 1º aprile 2017, ore 16:30 | Husaria Szczecin | 13 – 31 (0-10 0-7 0-7 13-7) referto | Seahawks Gdynia | MOSRiR (600 spett.)\| Arbitro: \| Walentynowicz \| |
| Arbitro:                           | Walentynowicz    |                                     |                 |                                                    |

| Ząbki 1º aprile 2017, ore 17:15 | Warsaw Eagles | 43 – 0 (22-0 14-0 7-0 0-0) referto | Wrocław Outlaws | (700 spett.) |

| Breslavia 2 aprile 2017, ore 13:00 | Panthers Wrocław | 41 – 21 (13-7 14-7 6-0 8-7) referto | Lowlanders Białystok | (600 spett.) |

##### 3ª giornata
| Tychy 8 aprile 2017, ore 16:00 | Tychy Falcons | 34 – 0 (6-0 8-0 7-0 13-0) referto | Husaria Szczecin | (300 spett.) |

| Breslavia 8 aprile 2017, ore 17:00 | Wrocław Outlaws | 0 – 57 (0-29 0-14 0-8 0-6) referto | Panthers Wrocław | Stadion Olawka (800 spett.)\| Arbitro: \| Walentynowicz \| |
| Arbitro:                           | Walentynowicz   |                                    |                  |                                                            |

| Białystok 9 aprile 2017, ore 13:00 | Lowlanders Białystok | 23 – 13 (7-0 2-0 7-7 7-6) referto | Seahawks Gdynia | (600 spett.)\| Arbitro: \| Jurzyk \| |
| Arbitro:                           | Jurzyk               |                                   |                 |                                      |

##### 4ª giornata
| Gdynia 22 aprile 2017, ore 14:00 | Seahawks Gdynia | 55 – 0 (14-0 7-0 21-0 13-0) referto | Wrocław Outlaws | Stadio Nazionale del Rugby (700 spett.)\| Arbitro: \| Jurzyk \| |
| Arbitro:                         | Jurzyk          |                                     |                 |                                                                 |

| Stettino 22 aprile 2017, ore 16:30 | Husaria Szczecin | 0 – 53 (0-7 0-33 0-6 0-7) referto | Warsaw Eagles | MOSRiR (250 spett.)\| Arbitro: \| Walentynowicz \| |
| Arbitro:                           | Walentynowicz    |                                   |               |                                                    |

| Białystok 23 aprile 2017, ore 13:00 | Lowlanders Białystok | 17 – 20 (10-6 7-7 0-7 0-0) referto | Tychy Falcons | (200 spett.) |

##### 5ª giornata
| Tychy 29 aprile 2017, ore 16:00 | Tychy Falcons | 15 – 12 (7-6 0-0 8-0 0-6) referto | Wrocław Outlaws | (200 spett.)\| Arbitro: \| Brueck \| |
| Arbitro:                        | Brueck        |                                   |                 |                                      |

| Stettino 29 aprile 2017, ore 16:30 | Husaria Szczecin | 0 – 35 (0-14 0-7 0-7 0-7) referto | Lowlanders Białystok | MOSRiR (100 spett.)\| Arbitro: \| Zarganis \| |
| Arbitro:                           | Zarganis         |                                   |                      |                                               |

| Varsavia 30 aprile 2017, ore 12:00 | Warsaw Eagles | 7 – 47 (0-7 0-21 7-0 0-19) referto | Panthers Wrocław | Miedzyszkolny Ośrodek Sportowy (250 spett.)\| Arbitro: \| Zarganis \| |
| Arbitro:                           | Zarganis      |                                    |                  |                                                                       |

##### 6ª giornata
| Breslavia 5 maggio 2017, ore 19:00 | Panthers Wrocław | 42 – 7 (7-7 7-0 21-0 7-0) referto | Tychy Falcons | (950 spett.)\| Arbitro: \| Walentynowicz \| |
| Arbitro:                           | Walentynowicz    |                                   |               |                                             |

| Pruszków 6 maggio 2017, ore 12:00 | Warsaw Eagles | 12 – 42 (6-14 0-7 0-7 6-14) referto | Seahawks Gdynia | Miedzyszkolny Ośrodek Sportowy (150 spett.)\| Arbitro: \| Ratajczak \| |
| Arbitro:                          | Ratajczak     |                                     |                 |                                                                        |

##### 7ª giornata
| Breslavia 13 maggio 2017, ore 13:30 | Wrocław Outlaws | 0 – 47 (0-19 0-14 0-14 0-0) referto | Lowlanders Białystok | Stadion Sportowy "Oławka" (250 spett.)\| Arbitro: \| Walentynowicz \| |
| Arbitro:                            | Walentynowicz   |                                     |                      |                                                                       |

| Breslavia 14 maggio 2017, ore 14:00 | Panthers Wrocław | 56 – 3 (21-0 22-3 6-0 7-0) referto | Husaria Szczecin | (950 spett.)\| Arbitro: \| Walentynowicz \| |
| Arbitro:                            | Walentynowicz    |                                    |                  |                                             |

##### 8ª giornata
| Gdynia 20 maggio 2017, ore 12:00 | Seahawks Gdynia | 56 – 15 (21-8 14-0 14-0 7-7) referto | Tychy Falcons | Stadio Nazionale del Rugby (500 spett.) |

| Breslavia 20 maggio 2017, ore 13:00 | Wrocław Outlaws | 0 – 13 (0-7 0-0 0-0 0-6) referto | Husaria Szczecin | Stadion Olimpijski (500 spett.)\| Arbitro: \| Walentynowicz \| |
| Arbitro:                            | Walentynowicz   |                                  |                  |                                                                |

| Białystok 21 maggio 2017, ore 13:00 | Lowlanders Białystok | 12 – 7 (0-0 0-0 6-0 6-7) referto | Warsaw Eagles | (500 spett.) |

#### Classifica
La classifica della regular season è la seguente:
- PCT = percentuale di vittorie, G = partite giocate, V = partite vinte,  P = partite perse, PF = punti fatti, PS = punti subiti

| Pos. | Squadra              | PCT   | G | V | P | PF  | PS  |
| ---- | -------------------- | ----- | - | - | - | --- | --- |
| 1    | Panthers Wrocław     | 1.000 | 6 | 6 | 0 | 278 | 45  |
| 2    | Lowlanders Białystok | .667  | 6 | 4 | 2 | 155 | 81  |
| 3    | Seahawks Gdynia      | .667  | 6 | 4 | 2 | 204 | 98  |
| 4    | Warsaw Eagles        | .500  | 6 | 3 | 3 | 164 | 121 |
| 5    | Tychy Falcons        | .500  | 6 | 3 | 3 | 111 | 169 |
| 6    | Husaria Szczecin     | .167  | 6 | 1 | 5 | 29  | 209 |
| 7    | Wrocław Outlaws      | .000  | 6 | 0 | 6 | 12  | 230 |

## Playoff

### Tabellone
|  | Wild Card | Wild Card        | Wild Card            |                 |                  | Semifinali       | Semifinali       | Semifinali |  |  | XII Superfinał | XII Superfinał | XII Superfinał |  |
|  |           |                  |                      |                 |                  |                  |                  |            |  |  |                |                |                |  |
|  |           |                  |                      |                 |                  | 1                | Panthers Wrocław | 49         |  |  |                |                |                |  |
|  |           |                  |                      |                 |                  | 1                | Panthers Wrocław | 49         |  |  |                |                |                |  |
|  |           |                  |                      | Warsaw Eagles   | 0                |                  |                  |            |  |  |                |                |                |  |
|  | 4         | Warsaw Eagles    | 24                   | Warsaw Eagles   | 0                |                  |                  |            |  |  |                |                |                |  |
|  | 4         | Warsaw Eagles    | 24                   |                 |                  |                  |                  |            |  |  |                |                |                |  |
|  | 5         | Tychy Falcons    | 22                   |                 |                  |                  |                  |            |  |  |                |                |                |  |
|  | 5         | Tychy Falcons    | 22                   |                 | Panthers Wrocław | Panthers Wrocław | 55               |            |  |  |                |                |                |  |
|  |           |                  |                      |                 |                  |                  |                  |            |  |  |                |                |                |  |
|  |           |                  | Seahawks Gdynia      | Seahawks Gdynia | 21               |                  |                  |            |  |  |                |                |                |  |
|  |           |                  |                      | Seahawks Gdynia | 21               |                  |                  |            |  |  |                |                |                |  |
|  |           |                  |                      |                 |                  |                  |                  |            |  |  |                |                |                |  |
|  |           |                  |                      |                 |                  |                  |                  |            |  |  |                |                |                |  |
|  |           | 2                | Lowlanders Białystok | 26              |                  |                  |                  |            |  |  |                |                |                |  |
|  |           |                  |                      | 26              |                  |                  |                  |            |  |  |                |                |                |  |
|  |           |                  |                      | Seahawks Gdynia | 49               |                  |                  |            |  |  |                |                |                |  |
|  | 3         | Seahawks Gdynia  | 35                   | Seahawks Gdynia | 49               |                  |                  |            |  |  |                |                |                |  |
|  | 3         | Seahawks Gdynia  | 35                   |                 |                  |                  |                  |            |  |  |                |                |                |  |
|  | 6         | Husaria Szczecin | 19                   |                 |                  |                  |                  |            |  |  |                |                |                |  |

### Incontro teste di serie
| Breslavia 27 maggio 2017, ore 13:00 | Panthers Wrocław | 42 – 7 (14-0 7-7 14-0 7-0) referto | Lowlanders Białystok | (700 spett.)\| Arbitro: \| Walentynowicz \| |
| Arbitro:                            | Walentynowicz    |                                    |                      |                                             |

### Wild card
| Gdynia 27 maggio 2017, ore 15:00 | Seahawks Gdynia | 35 – 19 (7-0 7-6 7-0 14-13) referto | Husaria Szczecin | Stadio Nazionale del Rugby (500 spett.) |

| Varsavia 28 maggio 2017, ore 17:30 | Warsaw Eagles | 24 – 22 (0-7 21-7 0-8 3-0) referto | Tychy Falcons | DOSiR Kawęczyńska (300 spett.) |

### Semifinali
| Białystok 10 giugno 2017, ore 12:00 | Lowlanders Białystok | 26 – 49 (6-7 8-14 6-7 6-21) referto | Seahawks Gdynia | (550 spett.) |

| Breslavia 10 giugno 2017, ore 13:00 | Panthers Wrocław | 49 – 0 (21-0 14-0 7-0 7-0) referto | Warsaw Eagles | (900 spett.)\| Arbitro: \| Walentynowicz \| |
| Arbitro:                            | Walentynowicz    |                                    |               |                                             |

### XII Superfinał
| Łódź 25 giugno 2017, ore 18:00 | Panthers Wrocław | 55 – 21 (7-7 7-7 20-7 21-0) referto | Seahawks Gdynia | Stadion im. Ludwika Sobolewskiego (5100 spett.)\| Arbitro: \| Ratajczak \| |
| Arbitro:                       | Ratajczak        |                                     |                 |                                                                            |

## XII Superfinał
La XII Superfinał è stata disputata il 25 giugno 2017 allo Stadion im. Ludwika Sobolewskiego di Łódź. L'incontro è stato vinto dai Panthers Wrocław sui Seahawks Gdynia con il risultato di 55 a 21.

## Verdetti
- Panthers Wrocław Campioni della Polonia 2017

## Marcatori
| Giocatore      | Sq.                  | TD rush | TD recv | TD int | TD p.ret | TD k.ret | TD oth | Xp1   | Xp2 | FG  | Saf | Totale |
| -------------- | -------------------- | ------- | ------- | ------ | -------- | -------- | ------ | ----- | --- | --- | --- | ------ |
| Graham         | Warsaw Eagles        | 9       | 3       | 0      | 0        | 0        | 0      | 0     | 0   | 0   | 0   | 72     |
| Morovick       | Panthers Wrocław     | 5+7     | 0+0     | 0+0    | 0+0      | 0+0      | 0+0    | 0+0   | 0+0 | 0+0 | 0+0 | 72     |
| 2 giocatori    | 66                   |         |         |        |          |          |        |       |     |     |     |        |
| A. Nelip       | Panthers Wrocław     | 0+0     | 0+2     | 0+0    | 0+0      | 0+0      | 0+0    | 33+20 | 0+0 | 0+0 | 0+0 | 65     |
| Mazan          | Seahawks Gdynia      | 0+0     | 7+2     | 0+0    | 1+0      | 0+0      | 0+0    | 0+0   | 0+0 | 0+0 | 0+0 | 60     |
| B. Trubaj      | Lowlanders Białystok | 0+0     | 5+1     | 0+0    | 0+0      | 0+0      | 0+0    | 18+1  | 0+0 | 1+0 | 0+0 | 58     |
| A. Skakowski   | Panthers Wrocław     | 4+5     | 0+0     | 0+0    | 0+0      | 0+0      | 0+0    | 0+0   | 0+0 | 0+0 | 0+0 | 54     |
| P. Portalski   | Seahawks Gdynia      | 0+0     | 1+0     | 0+0    | 0+0      | 0+0      | 0+0    | 27+14 | 0+0 | 1+0 | 0+0 | 50     |
| G. Dominik     | Tychy Falcons        | 2+0     | 1+2     | 0+0    | 0+0      | 2+0      | 0+0    | 0+0   | 0+1 | 0+0 | 0+0 | 44     |
| P. Henicz      | Seahawks Gdynia      | 0+0     | 4+3     | 0+0    | 0+0      | 0+0      | 0+0    | 0+0   | 0+0 | 0+0 | 0+0 | 42     |
| 5 giocatori    | 30                   |         |         |        |          |          |        |       |     |     |     |        |
| T. Zubrycki    | Lowlanders Białystok | 1+0     | 2+1     | 0+0    | 0+0      | 0+0      | 0+0    | 0+0   | 0+1 | 0+0 | 0+0 | 26     |
| 2 giocatori    | 24                   |         |         |        |          |          |        |       |     |     |     |        |
| B. Dziedzic    | Panthers Wrocław     | 2       | 1       | 0      | 0        | 0        | 0      | 2     | 1   | 0   | 0   | 22     |
| 4 giocatori    | 18                   |         |         |        |          |          |        |       |     |     |     |        |
| K. Paszkiewicz | Warsaw Eagles        | 0       | 0       | 0      | 1        | 0        | 1      | 0     | 0   | 0   | 2   | 16     |
| M. Lojewski    | Warsaw Eagles        | 0       | 0       | 0      | 0        | 0        | 0      | 12    | 0   | 1   | 0   | 15     |
| 2 giocatori    | 14                   |         |         |        |          |          |        |       |     |     |     |        |
| 10 giocatori   | 12                   |         |         |        |          |          |        |       |     |     |     |        |
| K. Richter     | Tychy Falcons        | 0+0     | 0+0     | 0+0    | 0+0      | 0+0      | 0+0    | 7+2   | 1+0 | 0+0 | 0+0 | 11     |
| 2 giocatori    | 8                    |         |         |        |          |          |        |       |     |     |     |        |
| Pamulak        | Warsaw Eagles        | 0+0     | 0+0     | 0+0    | 0+0      | 0+0      | 0+0    | 1+3   | 0+0 | 0+1 | 0+0 | 7      |
| 18 giocatori   | 6                    |         |         |        |          |          |        |       |     |     |     |        |
| Adamiak        | Husaria Szczecin     | 0       | 0       | 0      | 0        | 0        | 0      | 0     | 0   | 1   | 0   | 3      |
| M. Maksimowicz | Lowlanders Białystok | 0       | 0       | 0      | 0        | 0        | 0      | 0     | 0   | 0   | 1   | 2      |
| Team           | Husaria Szczecin     | 0       | 0       | 0      | 0        | 0        | 0      | 1     | 0   | 0   | 0   | 1      |

- Miglior marcatore della stagione regolare: Ezekiel Graham ( Warsaw Eagles), 72
- Miglior marcatore dei playoff: Timothy Morovick ( Panthers Wrocław) 42
- Miglior marcatore della stagione: Ezekiel Graham ( Warsaw Eagles) e Timothy Morovick ( Panthers Wrocław), 72

## Passer rating
Classifica aggiornata alle semifinali.

La classifica tiene in considerazione soltanto i quarterback con almeno 10 lanci effettuati.
| Giocatore      | Sq.                  | G   | Att    | Comp  | Int | Yds     | TD   | NFL    | NCAA   |
| -------------- | -------------------- | --- | ------ | ----- | --- | ------- | ---- | ------ | ------ |
| Morovick       | Panthers Wrocław     | 4+2 | 70+30  | 40+21 | 1+0 | 714+333 | 8+5  | 131,96 | 189,85 |
| J. Bradley     | Seahawks Gdynia      | 3+2 | 72+53  | 49+36 | 0+3 | 708+478 | 12+5 | 127,87 | 187,78 |
| A. Knight      | Lowlanders Białystok | 5+2 | 91+59  | 51+34 | 4+5 | 728+411 | 12+3 | 89,28  | 141,45 |
| D. Kolpak      | Lowlanders Białystok | 1+1 | 17+1   | 9+1   | 0+0 | 153+12  | 0+1  | 95,83  | 139,78 |
| S. Truelove    | Tychy Falcons        | 4+1 | 70+43  | 36+21 | 2+1 | 473+248 | 4+3  | 80,29  | 119,17 |
| K. Zak         | Warsaw Eagles        | 6+2 | 108+34 | 57+16 | 7+2 | 767+126 | 10+1 | 70,54  | 117,12 |
| B. Dziedzic    | Panthers Wrocław     | 5+1 | 32+2   | 15+1  | 2+0 | 151+12  | 3+0  | 66,18  | 104,68 |
| M. Mattox-Hall | Husaria Szczecin     | 4+5 | 79+29  | 35+9  | 1+2 | 393+124 | 3+2  | 59,84  | 90,67  |
| A. McKean      | Seahawks Gdynia      | 3   | 89     | 37    | 5   | 469     | 3    | 46,51  | 85,73  |
| M. Szczurowski | Husaria Szczecin     | 2   | 27     | 15    | 3   | 100     | 0    | 24,23  | 64,44  |
| Martynow       | Husaria Szczecin     | 4   | 31     | 7     | 0   | 78      | 0    | 39,58  | 43,72  |
| M. Gorecki     | Wrocław Outlaws      | 6   | 125    | 43    | 11  | 356     | 1    | 9,25   | 43,36  |
| M. Krzelowski  | Tychy Falcons        | 2   | 12     | 4     | 4   | 21      | 0    | 2,78   | -18,63 |

- Miglior QB della stagione regolare: J. Bradley ( Seahawks Gdynia), 205,66
- Miglior QB dei playoff: Morovick ( Panthers Wrocław), 218,24 (esclusa la finale)
- Miglior QB della stagione: Morovick ( Panthers Wrocław), 189,85 (esclusa la finale)